# Hangbuikzwijn
Het hangbuikzwijn is een varkensras dat in Vietnam en China vaak voorkomt. Andere namen die wel worden gebruikt zijn het hangbuikvarken of het minivarken.
Het is een klein varkentje met een gedrongen kop en met kleine spitse oren. De rug is meestal licht doorgezakt en het beestje heeft een hangbuik die vaak de grond raakt (vandaar zijn naam) doordat de poten tamelijk kort zijn. De huid is dik en vaak geplooid. Zijn kleur is zwart, wit, grijs, of combinaties van deze kleuren. De mannetjes hebben op hun hoofd en een deel van hun rug een kam van langere haren, de borstels genoemd.

Het hangbuikzwijntje wordt ongeveer 50 tot 60 cm hoog en bereikt een gewicht van ongeveer 65 kilo.
In 1866 kwam het eerste hangbuikzwijntje naar Europa voor de opening van de dierentuin in Boedapest. Tegenwoordig wordt hij vaak gevonden in kinderboerderijen, waar hij vanwege zijn vriendelijke en rustige aard een graag geziene bewoner is. Zonder soortgenoten en zonder de juiste leefruimte waarin het dier vrij kan wroeten kan dit echter omslaan in heel ander gedrag, het hangbuikzwijn kan dan agressief worden en uit ongenoegen veel gillen. Hierdoor is het dier niet of slecht geschikt als huisdier. 

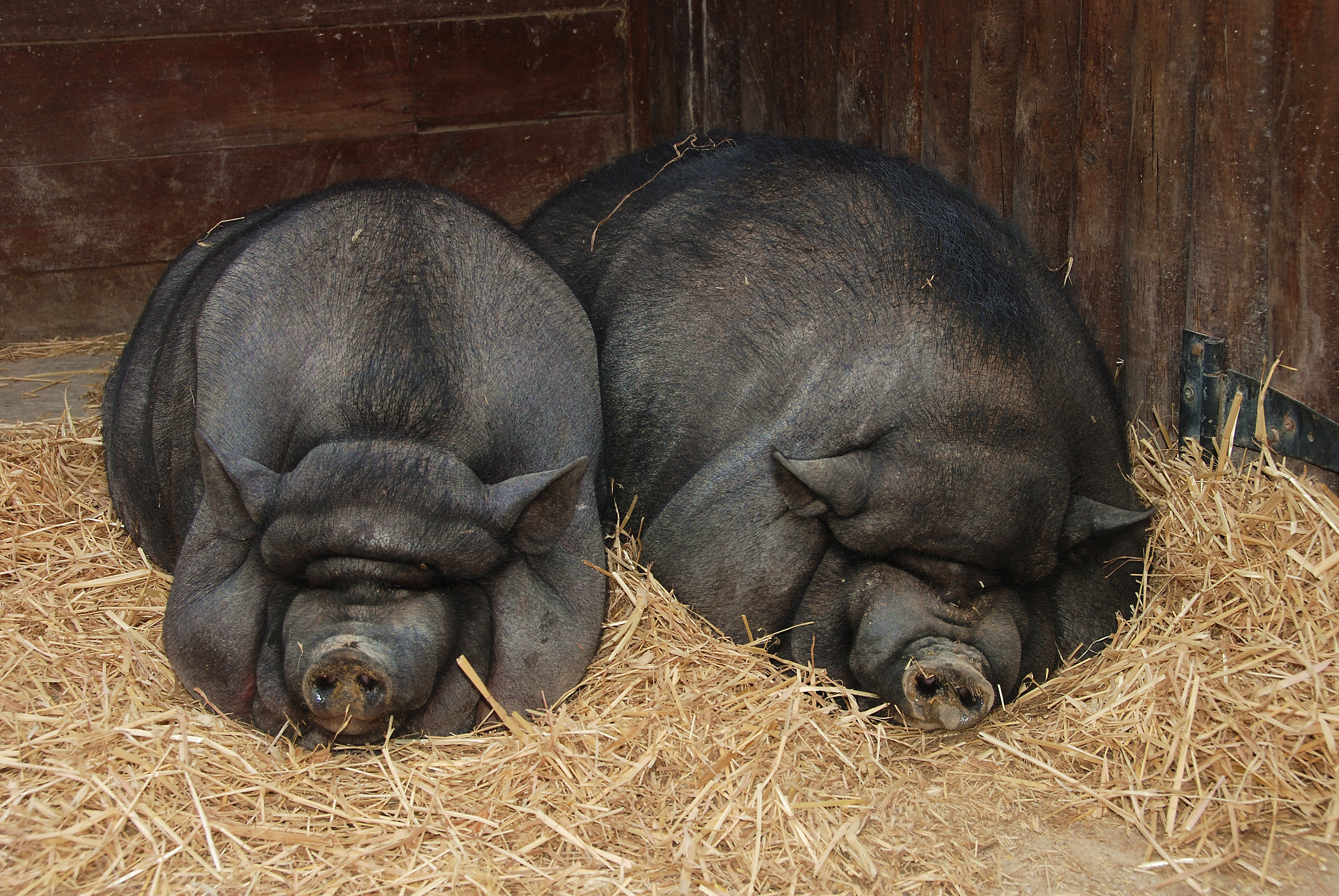
Twee hangbuikzwijnen in de dierentuin van Lissabon

In de Verenigde Staten is het hangbuikzwijn een populair hobbyvarken (men noemt hem daar Potbellied Pig). Sommige fokkers proberen hem steeds kleiner te fokken, onder meer door de dieren consequent te weinig te voeden. Er bestaan daardoor volwassen (ondervoede) minihangbuikzwijntjes van 12 tot 25 kilo. Dit gaat natuurlijk ten koste van de gezondheid van de dieren, en deze praktijk wordt niet onderschreven door de Amerikaanse Potbellied Pig Association die een gedragscode heeft ontwikkeld voor Noord-Amerikaanse fokkers.